# Wacław Piekarski
Wacław Piekarski (ur. 5 czerwca 1893 w Pilicy, zm. 14 lutego 1979 w Créteil) – generał brygady Wojska Polskiego, kawaler Orderu Virtuti Militari. 

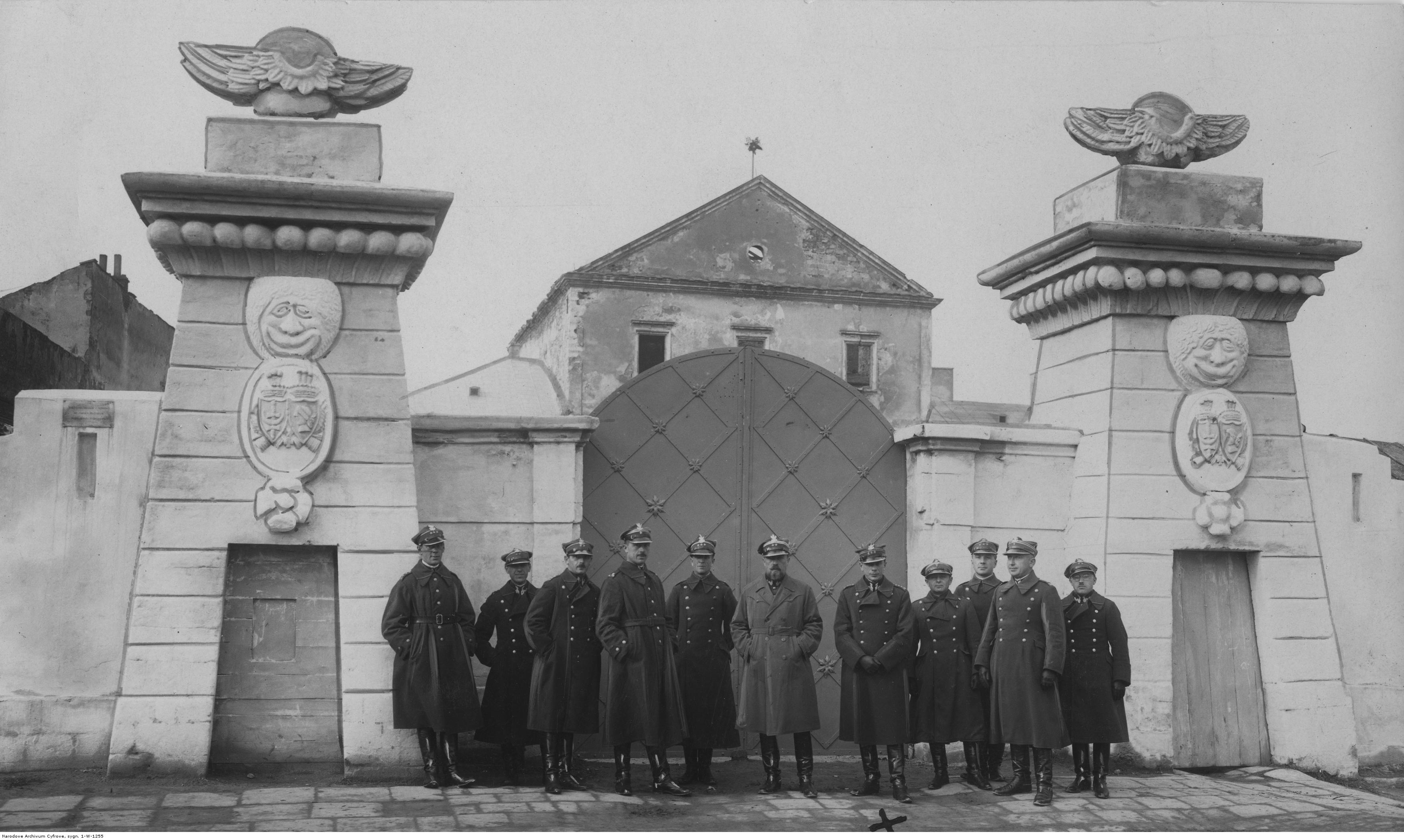
Oficerowie 54 pp przed bramą Zamku w Tarnopolu; dowódca pułku płk Wacław Piekarski 5 z prawej

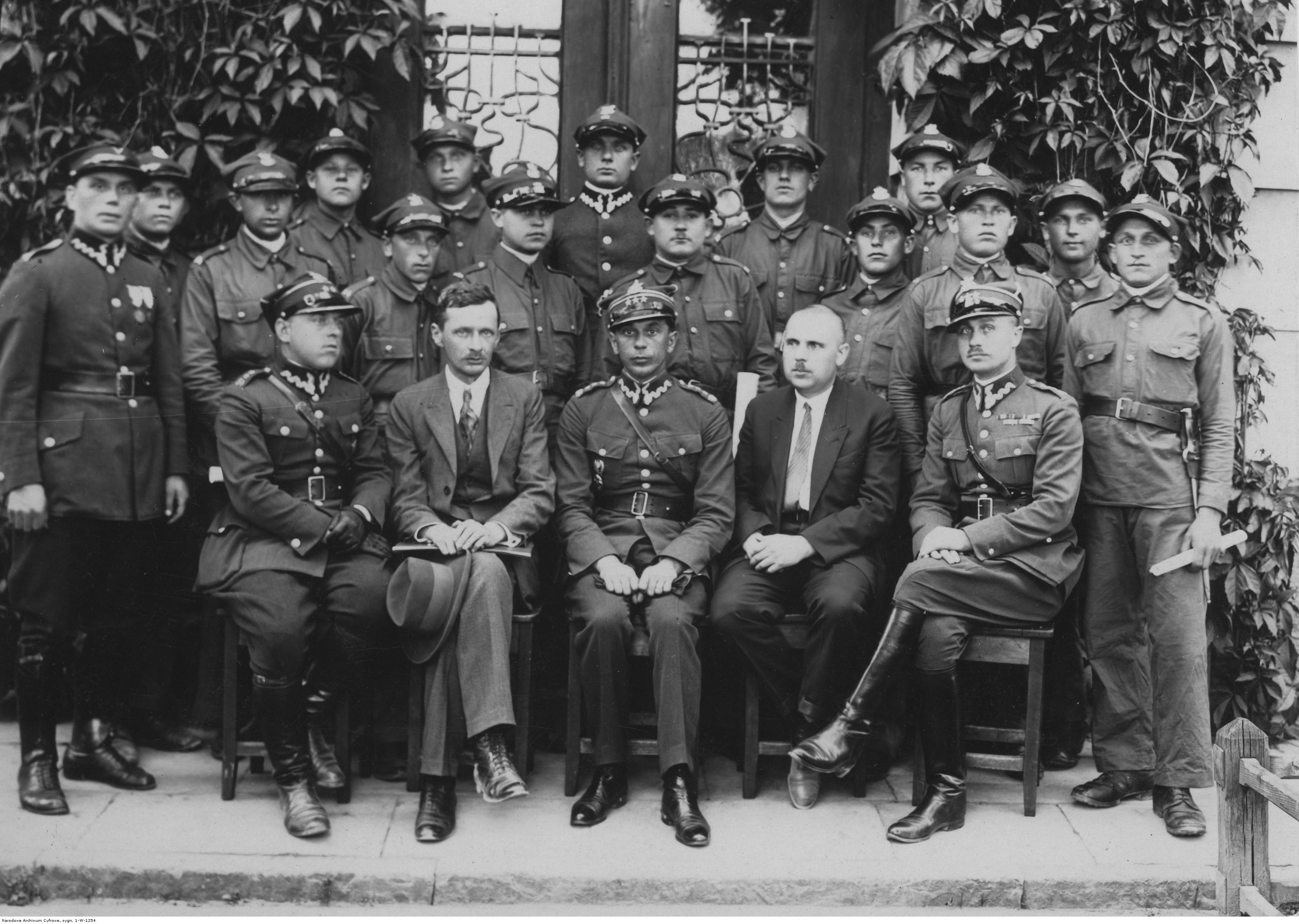
Kurs rzemieślniczy w 54 pp w Tarnopolu; pośrodku siedzi płk Wacław Piekarski

## Życiorys
Wacław Piekarski urodził się 5 czerwca 1893 w Pilicy, w rodzinie Franciszka i Józefy z Simaków. Ukończył szkołę handlową w Będzinie (1911), wydział nauk społecznych uniwersytetu w Genewie (1914). W latach 1909–1911 był członkiem „Zarzewia”, w latach 1912–1913 Związku Strzeleckiego, w latach 1913–1914 Drużyn Strzeleckich. Od 1914 służył w wojsku rosyjskim, od stycznia 1916 na froncie salonickim. Od 1 sierpnia 1917 w Armii Polskiej we Francji, z którą powrócił do kraju. W 1918 został przyjęty do Wojska Polskiego. W latach 1919–1921 dowódca 43 pułku piechoty. 11 czerwca 1920 roku został zatwierdzony z dniem 1 kwietnia 1920 w stopniu podpułkownika, w piechocie, w grupie oficerów byłej armii gen. Hallera. 3 maja 1922 został zweryfikowany w stopniu podpułkownika ze starszeństwem z 1 czerwca 1919 i 231. lokatą w korpusie oficerów piechoty, a jego oddziałem macierzystym był nadal 43 pułk piechoty. W latach 1922–1924 był „odkomenderowany” na studia w Wyższej Szkole Wojennej (franc. École Supérieure de Guerre) w Paryżu, a jego oddziałem macierzystym był wówczas 36 pułk piechoty Legii Akademickiej w Warszawie. 
W styczniu 1925 roku, po ukończeniu studiów i powrocie do kraju, przydzielony został do Oddziału II Sztabu Generalnego na stanowisko szefa Wydziału II z równoczesnym przyznaniem tytułu naukowego oficera Sztabu Generalnego. Z dniem 1 września 1926 został przydzielony do Generalnego Inspektoratu Sił Zbrojnych i wyznaczony na stanowisko I oficera sztabu Inspektora Armii, generała dywizji Jana Romera. W kwietniu 1927 roku objął dowództwo 54 pułku piechoty w Tarnopolu. Na tym stanowisku 1 stycznia 1928 został awansowany na pułkownika ze starszeństwem z dniem 1 stycznia 1928 i 16. lokatą w korpusie oficerów piechoty. Od 1930 do 1937 był prezesem klubu piłki nożnej Kresy Tarnopol. W czerwcu 1931 został przeniesiony do Korpusu Ochrony Pogranicza i mianowany dowódcą 4 Brygady Ochrony Pogranicza w Czortkowie, która później została przemianowana na Brygadę KOP  „Podole”. W październiku 1935 roku został wyznaczony na stanowisko dowódcy piechoty dywizyjnej 11 Karpackiej Dywizji Piechoty w Stanisławowie. W sierpniu 1936 roku został dowódcą 29 Dywizji Piechoty w Grodnie. Od października 1938 roku był szefem Departamentu Piechoty Ministerstwa Spraw Wojskowych w Warszawie. Awansowany na generała brygady ze starszeństwem z dniem 19 marca 1939 i 8. lokatą w korpusie generałów.
W kampanii wrześniowej 1939 roku dowodził rezerwową 41 Dywizją Piechoty, po czym improwizowaną grupą bojową złożoną z 33 Dywizji Piechoty i 41 Dywizji Piechoty.
Po klęsce w niewoli niemieckiej (Oflag VII A Murnau), po wojnie na emigracji we Francji. Był Dyrektorem Domu Spokojnej Starości Polskiego Funduszu Humanitarnego w Lailly-en-Val. Zmarł 14 lutego 1979 roku w Créteil.

## Ordery i odznaczenia
- Krzyż Srebrny Orderu Wojskowego Virtuti Militari nr 2147 (13 kwietnia 1921)[18][19]
- Krzyż Niepodległości (25 lipca 1933)[20]
- Krzyż Oficerski Orderu Odrodzenia Polski (11 listopada 1935)[21]
- Krzyż Walecznych (czterokrotnie, po raz pierwszy w 1921[22])
- Złoty Krzyż Zasługi (19 marca 1931)[23]
- Medal Pamiątkowy za Wojnę 1918–1921[2]
- Medal Dziesięciolecia Odzyskanej Niepodległości[2]
- Brązowy Medal za Długoletnią Służbę[2]
- Odznaka Pamiątkowa Generalnego Inspektora Sił Zbrojnych (12 maja 1936)
- Krzyż Komandorski Orderu Korony Rumunii (Rumunia)
- Krzyż Oficerski Orderu Białego Orła (Serbia)
- Krzyż Kawalerski Orderu Legii Honorowej (Francja)[2]
- Krzyż Wojenny (Francja)[2]
- Medal Pamiątkowy Wielkiej Wojny (Francja, 1921[24])
- Medal Zwycięstwa („Médaille Interalliée”) (1921)[24]